# São Carlos
São Carlos este un oraș în São Paulo (SP), Brazilia.